# Дасаратх Рангасала
«Дасаратх Рангасала» (непальск. दशरथ रंगशाला) — многофункциональное спортивное сооружение, расположенное в столице Непала, городе Катманду. Является самым вместительным стадионом страны (по состоянию на 2019 год вмещает 15 000 зрителей). Назван в честь Дашратха Чанда, одного из мучеников Непальского Демократического Движения.
Стадион используется, в первую очередь, для проведения футбольных матчей; он является домашней ареной для клуба «Три Стар Клаб» и национальной сборной Непала. Кроме того, здесь проводятся крупные международные соревнования и культурно-развлекательные программы.

## История
Стадион был построен в 1956 году. В 1998 году он был реконструирован для проведения Южноазиатских игр-1999. В 2011 году он также был обновлён и принял футбольные Кубок вызова АФК 2012 и Кубок футбольной федерации Южной Азии 2013.
В 2011 году здесь состоялся концерт Брайана Адамса, ставший первым рок-концертом в Непале.
Произошедшее 25 апреля 2015 года землетрясение серьёзно повредило спортивное сооружение. Стадион был вновь отстроен; его открытие состоялось 1 декабря 2019 года и было приурочено к открытию XIII Южноазиатских игр.

### Трагедия 1988 года
13 марта 1988 года около 30 тысяч любителей футбола собрались на стадионе на матч между непальской командой Джанакпурского сигаретного завода и бангладешской командой Армии Освобождения. Во время игры начался сильный дождь с градом, и зрители поспешили к единственному укрытию — западной трибуне, однако были остановлены полицией. Возникла давка, результатом которой стали 93 жертвы и более 100 пострадавших.